# Zhang Xiaoni
Pour les articles homonymes, voir Zhang.
Dans ce nom chinois, le nom de famille, Zhang, précède le nom personnel.
Zhang Xiaoni (en chinois : 张晓妮), née le 29 octobre 1983 à Yantai au Shandong, est une joueuse chinoise de basket-ball.
Aux Jeux olympiques de 2008, à Pékin, elle fait partie de l'Équipe de Chine de basket-ball féminin qui obtient la quatrième place de la compétition.